# 西藏金粉蕨
西藏金粉蕨（学名：Onychium tibeticum）为中国蕨科金粉蕨属下的一个种。其种加词“tibeticum”意为“西藏的”。
现接受名为高山金粉蕨（Onychium lucidum (D.Don) Spreng., 1827）。